# Johannes Bruno

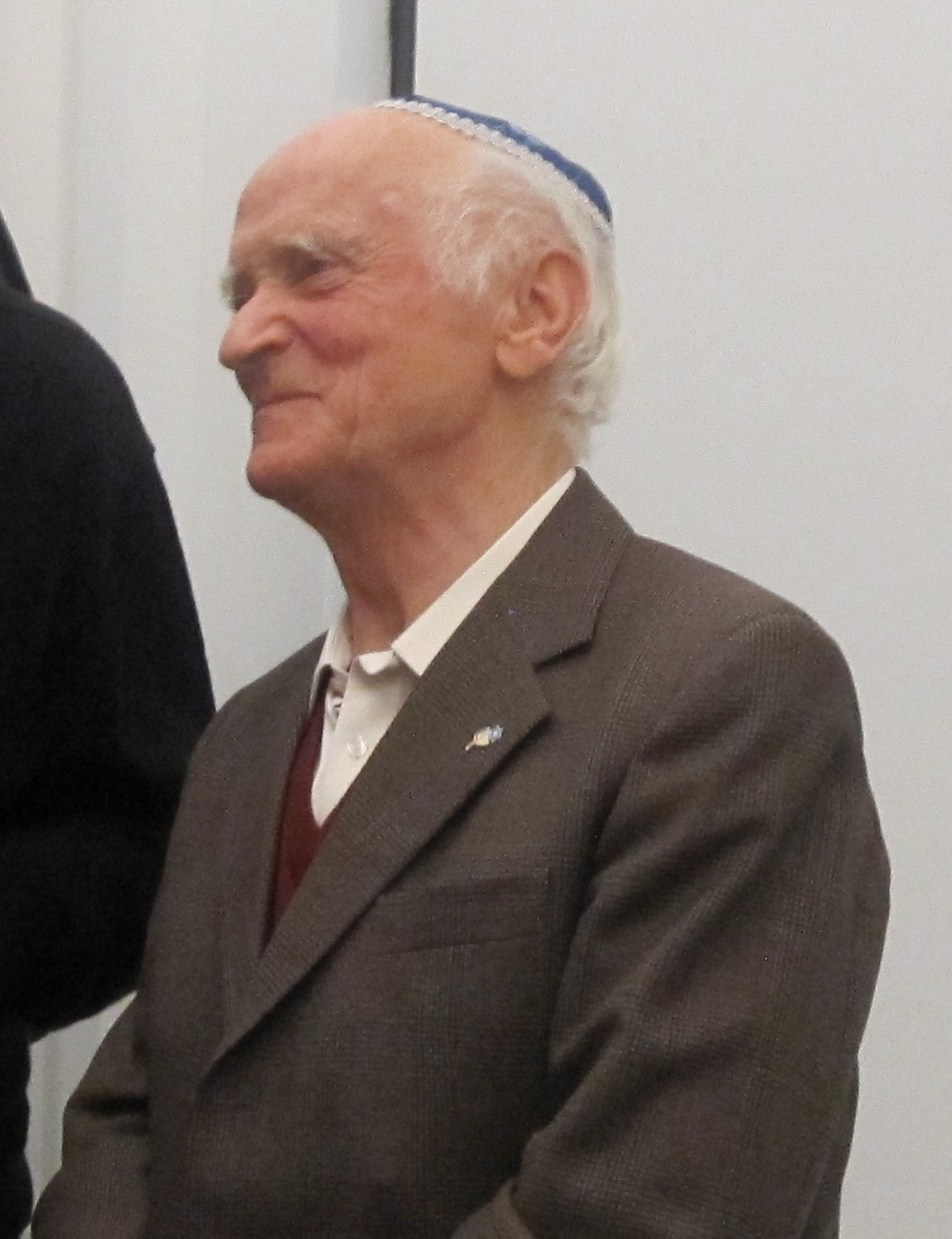
Johannes Bruno bei der Einweihung der Speyerer Synagoge Beith-Schalom. (Foto: 2011)

Johannes Bruno (* 1933 in Rom; † 16. November 2020 ebenda) war ein italienisch-deutscher Lehrer, Historiker und Autor, der den Großteil seines Lebens in Speyer wohnte und arbeitete.

## Leben
Johannes Brunos hatte – seinen Angaben zufolge – 1943 erlebt, wie seine Mutter eine jüdische Familie versteckte. 1958 wanderte er nach Deutschland aus, um dort als Lehrer zu arbeiten. Bruno veröffentlichte zahlreiche Artikel zur jüdischen Geschichte und mehrere Bücher zur Geschichte der einst bedeutenden jüdischen Gemeinde in Speyer.

## Schriften
- Schicksale Speyerer Juden. 1800 bis 1980. Speyer 2000 und 2011.
  - Bd. 1 (= Schriftenreihe der Stadt Speyer, Band 12). Stadtverwaltung Speyer, 2000.
  - Bd. 2. Verlagshaus Speyer, 2011, ISBN 978-3-939512-31-8 (online).[1]
- mit Lenelotte Möller: Der Speyerer Judenhof und die mittelalterliche Gemeinde. Eine Einführung für junge Besucher. Verkehrsverein Speyer, Speyer 2001.
- Die Weisen von Speyer oder Jüdische Gelehrte des Mittelalters. Ein Gedenkbuch (= Schriftenreihe der Stadt Speyer, Band 14). Stadtverwaltung Speyer, Speyer 2004.
- mit Eberhard Dittus: Jüdisches Leben in Speyer. Einladung zu einem Rundgang. Medien und Dialog Schubert, Haigerloch 2004.
- Das Mahnmal für die jüdischen Opfer der Naziverfolgung 1933–1945 (= Schriftenreihe der Stadt Speyer, Band 16). Stadtverwaltung Speyer, Speyer 2008.
- Dem Vergessen entreißen. Speyerer Soldaten jüdischen Glaubens 1914–1918 (= Schriftenreihe der Abteilung Kulturelles Erbe der Stadt Speyer, Band 3). Edition palatina, Lingenfeld 2015, ISBN 978-3-9817350-3-1.

## Ehrung
- 2007: Obermayer German Jewish History Award der Obermayer Foundation[2]
- 2013: Verdienstmedaille des Landes Rheinland-Pfalz[3]